# Secretaría General de Transporte Terrestre
La Secretaría General de Transporte Terrestre (SGTT) de España es el órgano directivo del Ministerio de Transportes y Movilidad Sostenible, adscrito a la Secretaría de Estado de Transportes y Movilidad Sostenible, responsable de impulsar la realización de las inversiones en infraestructuras del transporte por carretera, la planificación y evaluación de la Red Ferroviaria de Interés General, así como la ordenación general, en el ámbito de las competencias del Estado, en materia de transporte por carretera y servicios de transporte ferroviario, priorizando las inversiones en seguridad, mantenimiento, mejora de la movilidad cotidiana, tecnificación e intermodalidad.

## Historia
La Secretaría General de Transporte Terrestre se creó por Real Decreto de 5 de diciembre de 2023, reemplazando a las secretarías generales de Infraestructura y de Transportes. Esta secretaría general se diseñó para agrupar, en un solo órgano directivo, tanto las políticas respecto a la infraestructura de los distintos tipos de transporte terrestre como las políticas de ordenación e inspección de estos medios de transporte.
Para ello, se estructuró a través de los dos órganos directivos de la Secretaría General de Infraestructuras —Dirección General de Carreteras y Dirección General de Planificación y Evaluación de la Red Ferroviaria— que gestionaban las políticas de infraestructuras, y la Dirección General de Transporte Terrestre de la Secretaría General de Transportes, que tenía encomendada la ordenación de regulación del transporte por carretera.

## Estructura orgánica
De la Secretaría General dependen los siguientes órganos directivos:
- La Dirección General de Carreteras.
- La Dirección General del Sector Ferroviario.
- La Dirección General de Transporte por Carretera y Ferrocarril.
- El Gabinete Técnico, como órgano de coordinación, apoyo y asistencia inmediata al Secretario General, con nivel orgánico de subdirección general.

### Organismos adscritos
- La Sociedad Estatal de Infraestructuras del Transporte Terrestre, S.M.E., S.A. (SEITT).
- La Agencia Estatal de Seguridad Ferroviaria (AESF).

## Titular
El Secretario General de Transporte Terrestre es el delegado del Gobierno en las sociedades concesionarias de autopistas nacionales de peaje y ejerce las funciones que a este órgano atribuye el ordenamiento vigente, sin perjuicio de las competencias que en el ámbito de control económico-financiero corresponden a la Subsecretaría de Transportes. Depende directamente del delegado del Gobierno la Subdelegación del Gobierno en las Sociedades Concesionarias de Autopistas Nacionales de Peaje, con el nivel orgánico que se determine en la relación de puestos de trabajo. Asimismo, el Secretario General es ex officio presidente de la Agencia Estatal de Seguridad Ferroviaria.

### Lista de secretarios generales
- Marta Elia Serrano Balbuena (2023-2025)[3]
- Rocío Báguena Rodríguez (2025-presente)[4]

## Presupuesto
La Secretaría General de Infraestructuras tiene un presupuesto asignado de 4 561 186 640 € para el año 2023. De acuerdo con los Presupuestos Generales del Estado para 2023, la SGI participa en cuatro programas:
| Nº Programa                                | Programa | Dotación        | Ref.   |
| ------------------------------------------ | --- | --------------- | ------ |
| 441M                                       | Subvenciones y apoyo al transporte terrestre a través de la Dirección General de Transporte Terrestre                            | 2 505 946 050 € | [ 5 ]  |
| 453A                                       | Infraestructura del transporte ferroviario a través de la Dirección General de Planificación y Evaluación de la Red Ferroviaria) | 1 733 244 110 € | [ 6 ]  |
| 453B                                       | Creación de infraestructura de carreteras a través de la Dirección General de Carreteras                                         | 1 599 547 100 € | [ 7 ]  |
| 453C                                       | Conservación y explotación de carreteras a través de la Dirección General de Carreteras                                          | 1 211 931 910 € | [ 8 ]  |
| 453N                                       | Regulación y supervisión de la seguridad ferroviaria a través de la Agencia Estatal de Seguridad Ferroviaria                     | 16 463 520 €    | [ 9 ]  |
| 453M                                       | Ordenación e inspección del transporte terrestre a través de la Dirección General de Transporte Terrestre                        | 24 320 790 €    | [ 10 ] |
| Total presupuesto de la Secretaría General | Total presupuesto de la Secretaría General                                                                                       | 7 091 453 480 € |        |